# Stedesdorf
Stedesdorf – miejscowość i gmina w Niemczech, w kraju związkowym Dolna Saksonia, w powiecie Wittmund, wchodzi w skład gminy zbiorowej Esens.

## Dzielnice gminy
- Mamburg
- Osteraccum
- Thunum